# Pléven
Pléven è un comune delegato e frazione del comune di Val-d'Arguenon, situato nel dipartimento delle Côtes-d'Armor nella regione della Bretagna. In precedenza comune autonomo, il 1º gennaio 2025 è confluito insieme all'ex comune di Pluduno nel nuovo comune di Val-d'Arguenon.

## Società

### Evoluzione demografica
Abitanti censiti